# Hätäholma
Hätäholma är klippor i Finland.   De ligger i kommunen Gustavs i landskapet Egentliga Finland, i den sydvästra delen av landet, 210 km väster om huvudstaden Helsingfors.
Terrängen runt Hätäholma är mycket platt. Runt Hätäholma är det mycket glesbefolkat, med 7 invånare per kvadratkilometer. Närmaste större samhälle är Nystad, 15,5 km nordost om Hätäholma. 